# Raymond Etherington-Smith
Raymond Broadley Etherington-Smith (Londra, 11 aprile 1877 – Smithfield, 19 aprile 1913) è stato un canottiere britannico.
Ha vinto la medaglia d'oro olimpica nel canottaggio alle Olimpiadi 1908 svoltesi a Londra nella specialità otto maschile.
È deceduto a soli 36 anni per aver contratto la setticemia.